# Škoda 440
Škoda 440 (lidově nazývaná Spartak, jak se nazýval původní prototyp) se začala vyrábět v roce 1955, kdy navázala na vůz Škoda 1200. V roce 1957 se začaly vyrábět také vozy se silnějším motorem a označením Škoda 445. Roku 1958 přibyla nová karosářská verze, kabriolet Škoda 450. V roce 1959 došlo k modernizaci přední nápravy a drobným úpravám karoserie a vůz od té doby nesl označení Škoda Octavia, silnější verze Škoda Octavia Super a otevřená verze se vyráběla pod označením Škoda Felicia.

## Historie
Model Škoda 440 doplnil ve výrobě větší vůz Škoda 1200. Na rozdíl od něj byl určen především pro individuální motoristy. Jako základ konstruktéři mladoboleslavské Škody použili osvědčenou techniku z předchozích modelů, takže i Škoda 440 dostala do vínku páteřový rám, čtyřválcový maloobjemový motor a pohon zadních kol.
Motor, s třikrát uloženým klikovým hřídelem, vycházel z litinového typu montovaného již do Škody 1101 o objemu 1 089 cm3. Na rozdíl od něj však měl již blok vyrobený z hliníkových slitin, přepracované sání a zcela nový karburátor. Výkon motoru byl na tehdejší dobu solidních 40 k (29,4 kW).
Podvozek byl konstruován plně podle soudobých trendů. Obě nápravy byly odpruženy příčnými listovými pery a měly nezávisle zavěšená kola. Řízení přední nápravy bylo zajištěno pomocí šnekové převodky.

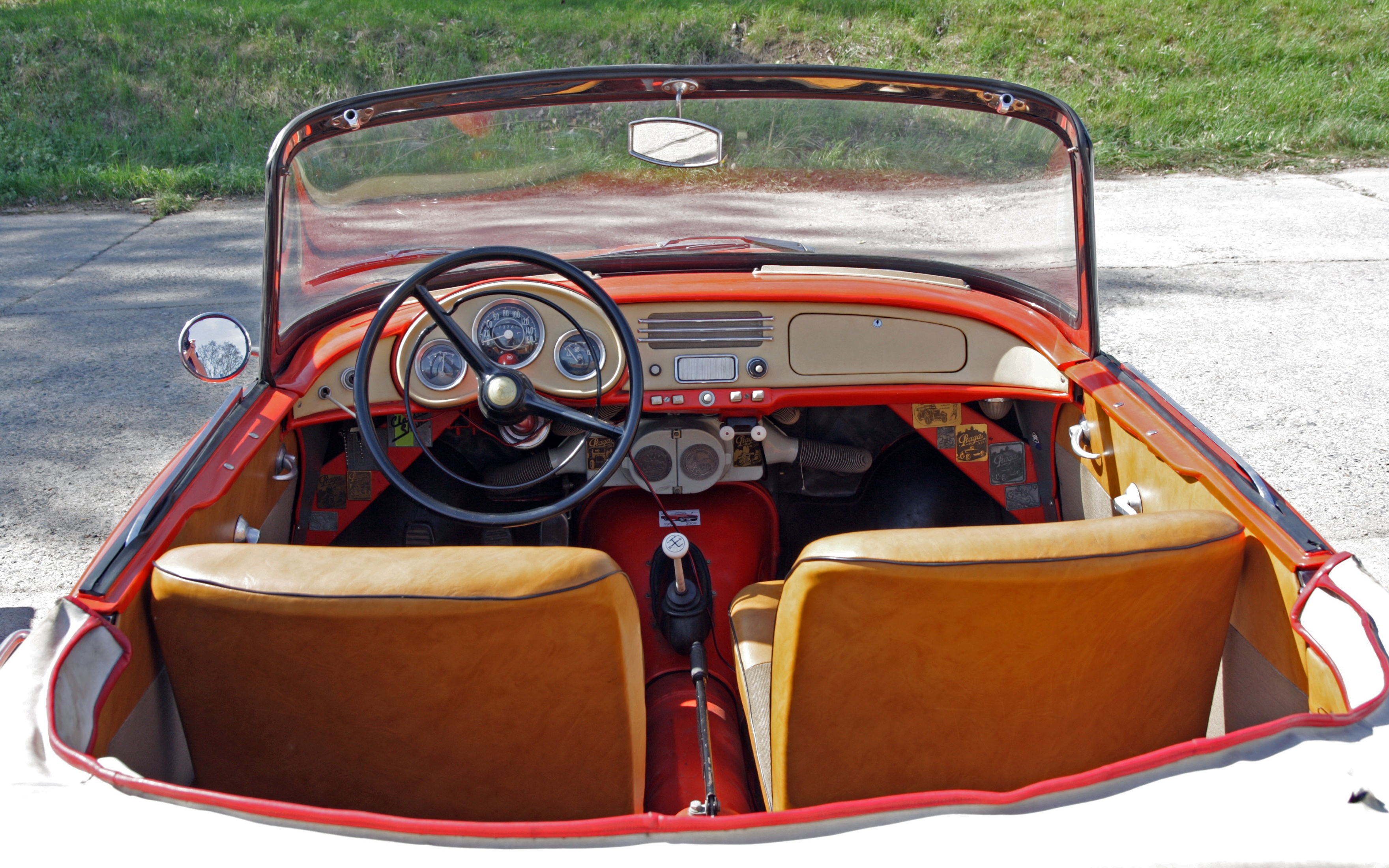
Interiér (Škoda 450)

V průběhu výroby byla Škoda 440 několikrát modernizována po vizuální i po technické stránce.
Od roku 1956 měla čtyřstupňová převodovka všechny rychlostní stupně mimo prvního synchronizované. Změny byly provedeny také na hlavě motoru, což mělo za následek lepší plnění a vyplachování motoru. Došlo také ke změně systému větrání a vytápění vozu, upevnění předních sedadel, a na vozidla se také začaly montovat vylepšené stěrače a na podlahy umisťovat pryžové koberce s nalisovaným okrajem, namísto střihaných.
Od roku 1957 souběžně se Škodou 440 probíhala výroba vozu Škoda 445, který byl vzhledově stejný, ale poháněl ho silnější motor o objemu 1 221 cm3. Změnil se také motor o objemu 1 089 cm3, který se začal montovat do otevřené karoserie Škody 450.
Vozy byly velice oblíbené a to nejen v Československu, ale i v zahraničí. Mnoho vozů bylo vyvezeno na Nový Zéland, do Jižní Ameriky, ale i do západní Evropy. Přednostmi vozu byla nízká cena, spolehlivost a úsporný provoz.
Výroba vozidel skončila v roce 1959 s 75 417 vyrobenými kusy Škoda 440, 9 375 kusy Škoda 445 a 1 010 kusy Škoda 450. Nástupci se staly Škoda Octavia a Škoda Felicia.
V roce 1956 byl vyroben také prototyp Škoda 440 Karosa.

## Technická data
| Model                 | 440                             | 445                           | 450                             |
| --------------------- | ------------------------------- | ----------------------------- | ------------------------------- |
| Roky výroby           | 1955–1959                       | 1957–1959                     | 1957–1959                       |
| Vyrobeno vozů         | 75 417                          | 9 375                         | 1 010                           |
| Zdvihový objem        | 1 089 cm³                       | 1 221 cm³                     | 1 089 cm³                       |
| Výkon (SAE)           | 29,4 kW (40 k) při 4200 ot./min | 33 kW (45 k) při 4200 ot./min | 36,8 kW (50 k) při 5500 ot./min |
| Spotřeba paliva       | 7,7 l /100 km                   | 8 l /100 km                   | 9 l /100 km                     |
| Nejvyšší rychlost     | 110 km/h                        | 115 km/h                      | 128 km/h                        |
| Rozměry               |                                 |                               |                                 |
| Pohotovostní hmotnost | 900–930 kg                      | 900–930 kg                    | 900 kg                          |
| Celková hmotnost      | 1280 kg                         | 1280 kg                       | 1230 kg                         |
| Délka                 | 4065 mm                         | 4065 mm                       | 4065 mm                         |
| Výška                 | 1430 mm                         | 1430 mm                       | 1380 mm                         |
| Šířka                 | 1600 mm                         | 1600 mm                       | 1600 mm                         |
| Rozvor                | 2400 mm                         | 2400 mm                       | 2400 mm                         |
| Rozchod               | 1210/1250 mm (vpředu/vzadu)     | 1210/1250 mm (vpředu/vzadu)   | 1210/1250 mm (vpředu/vzadu)     |
| Pneumatiky            | 5,50×15                         | 5,50×15                       | 5,50×15                         |

## Galerie

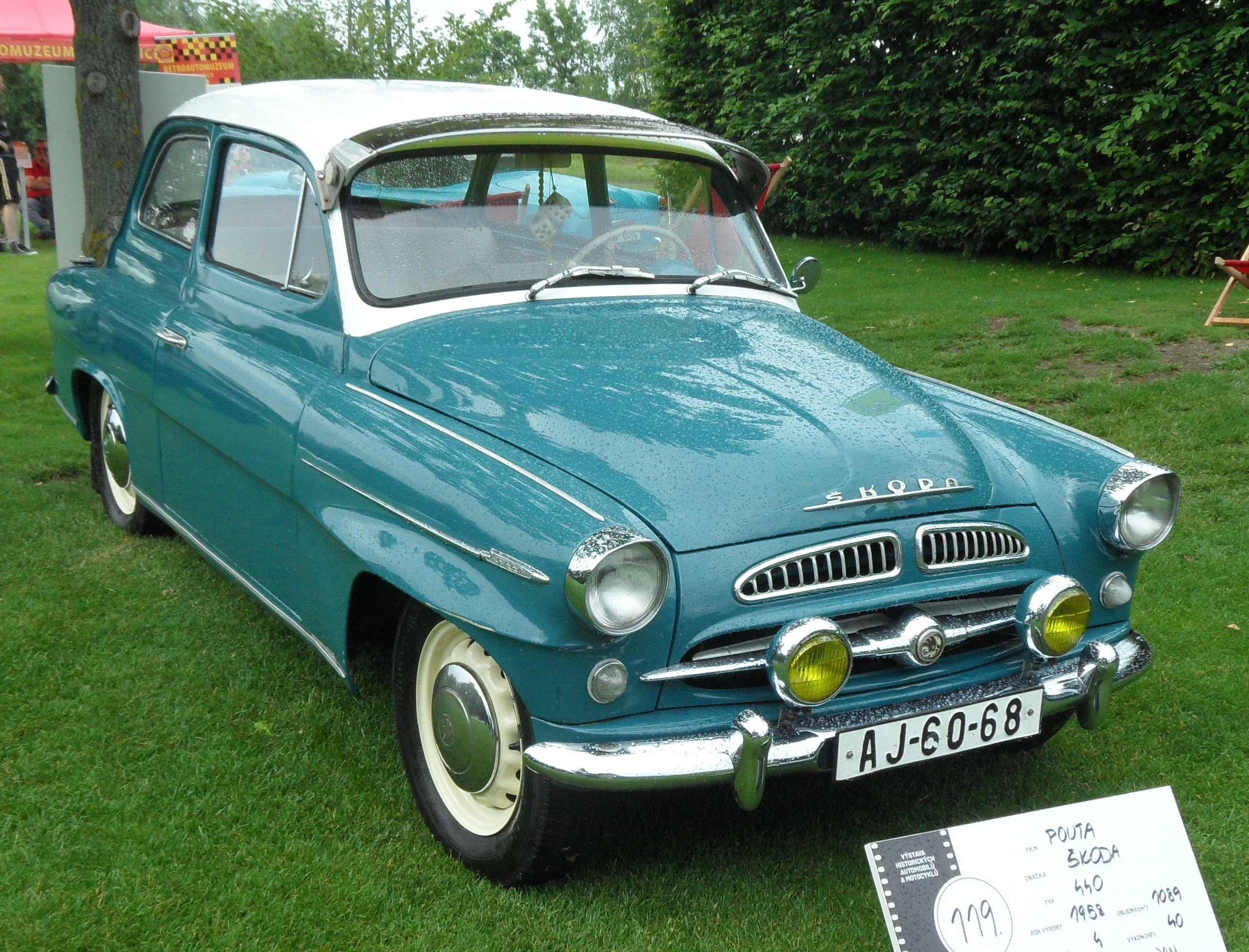
Škoda 440 (1958) na výstavě Automobilové klenoty 2019
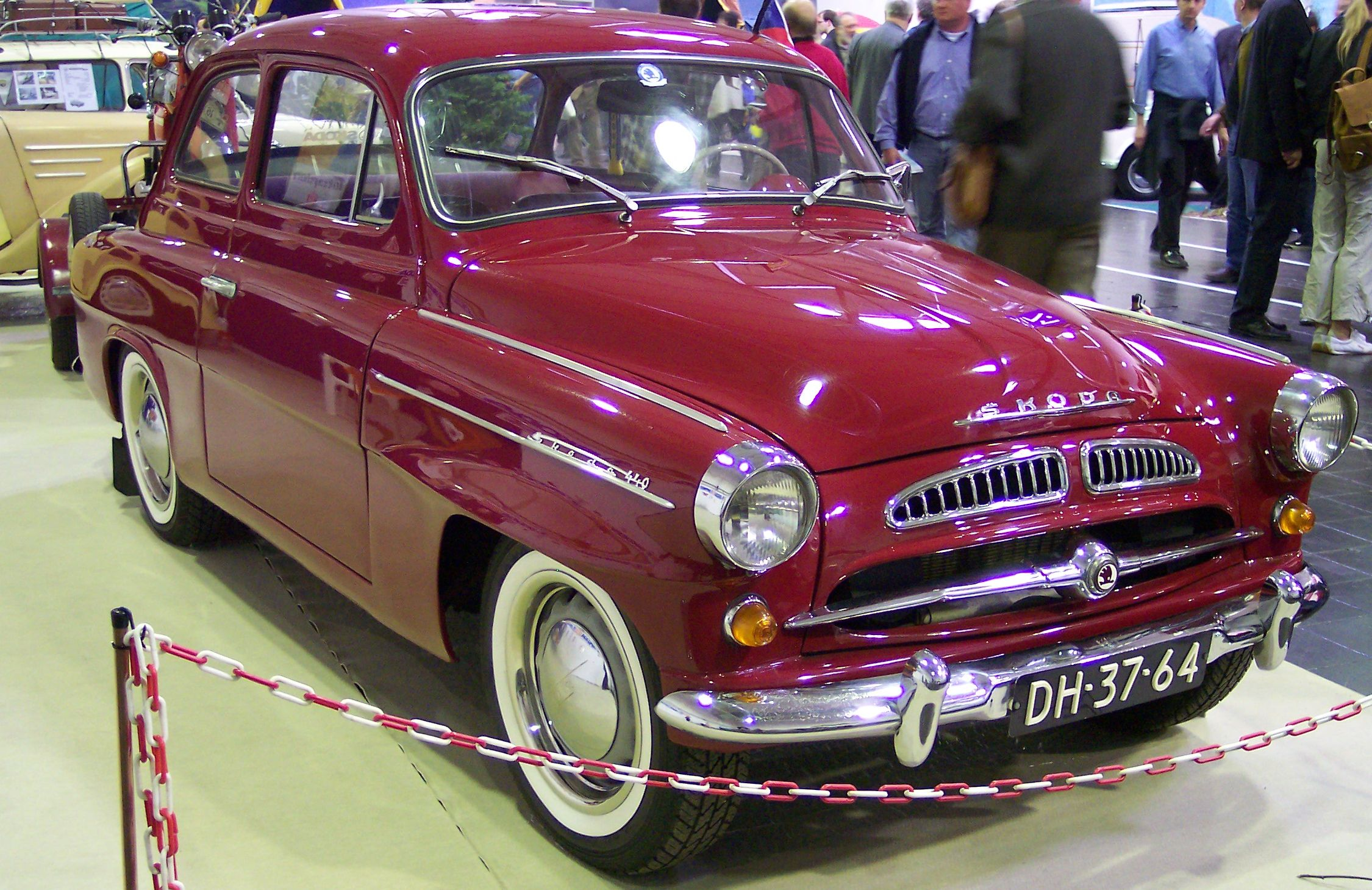
Škoda 440
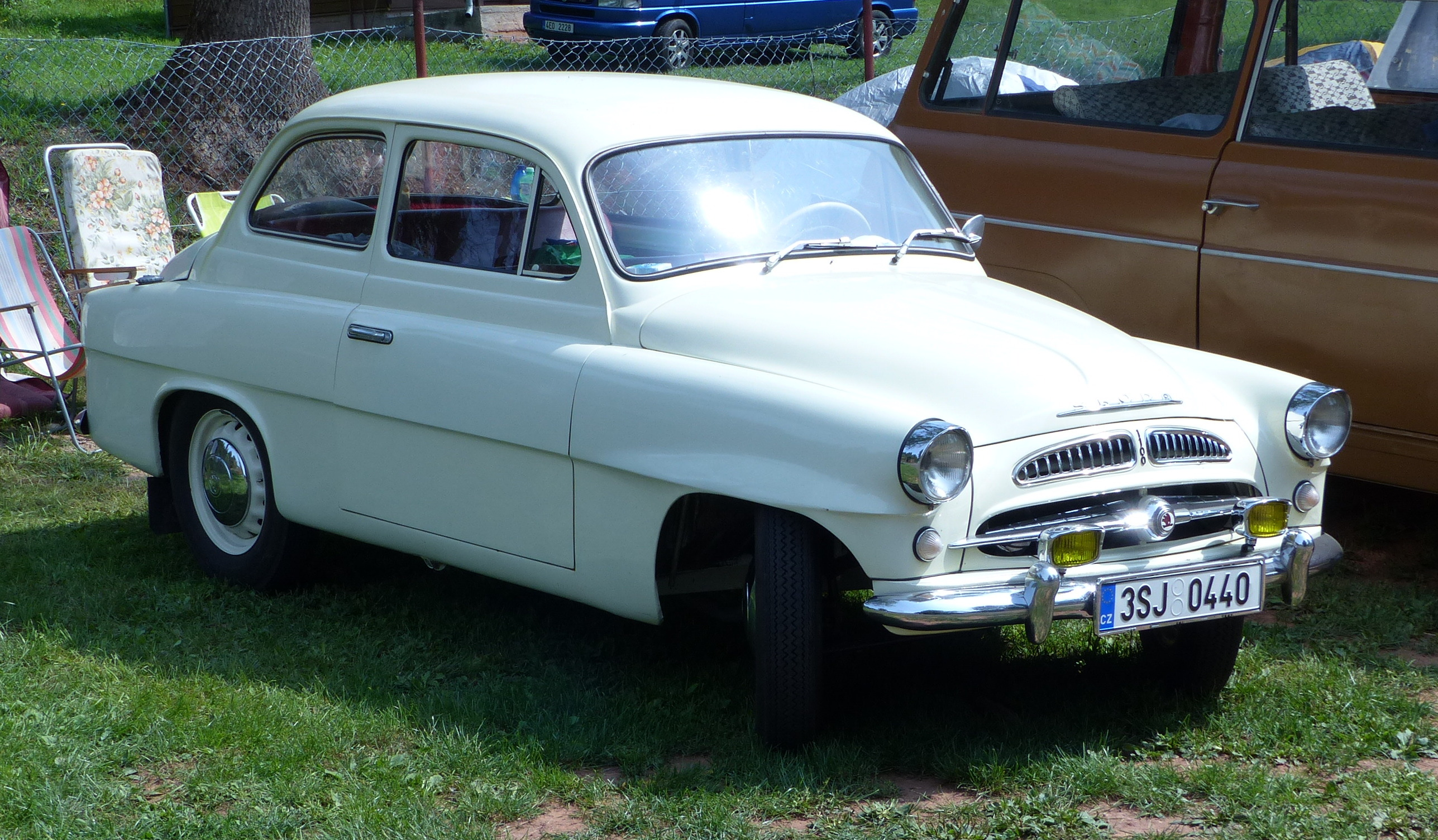
Škoda 440
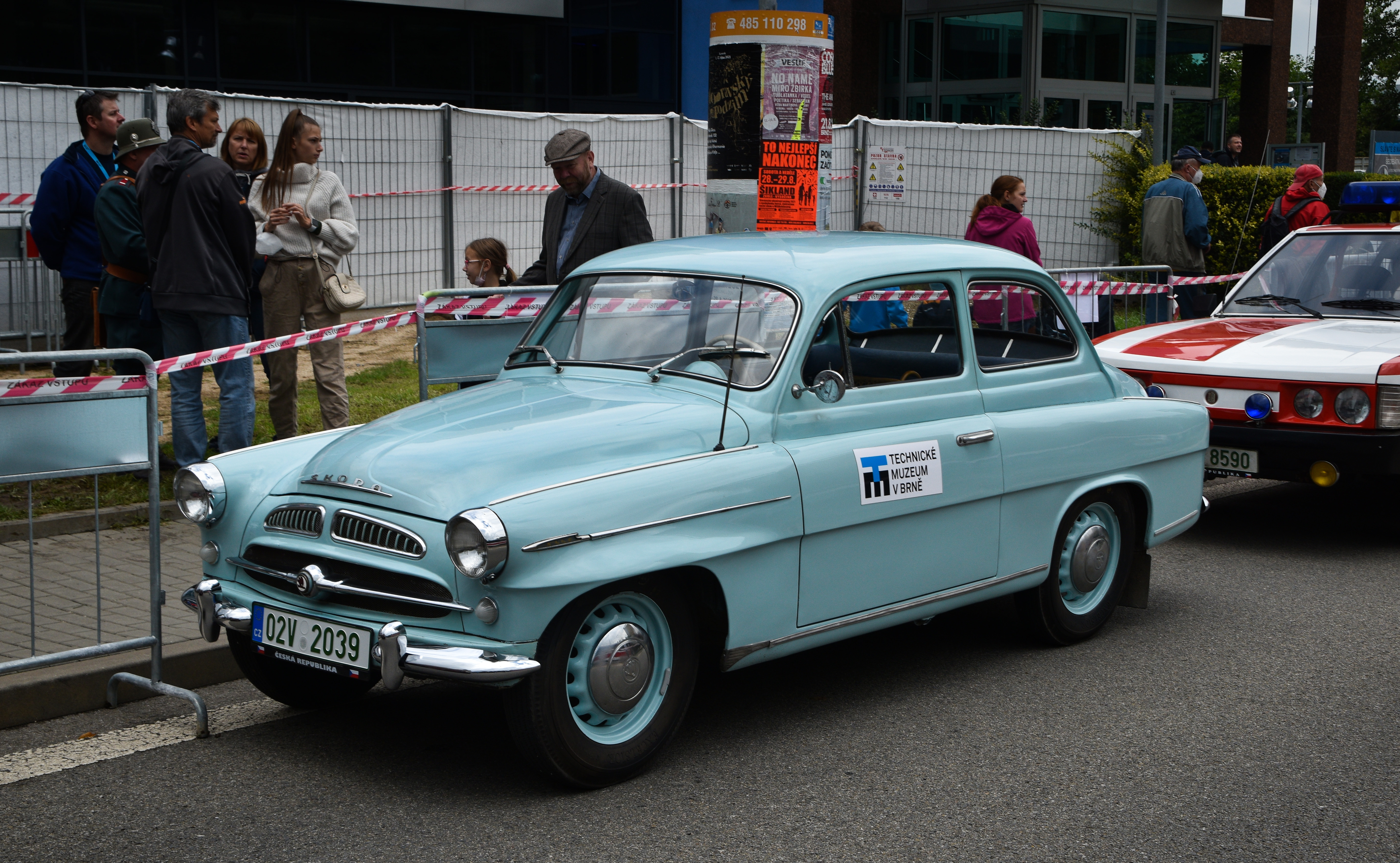
Škoda 440
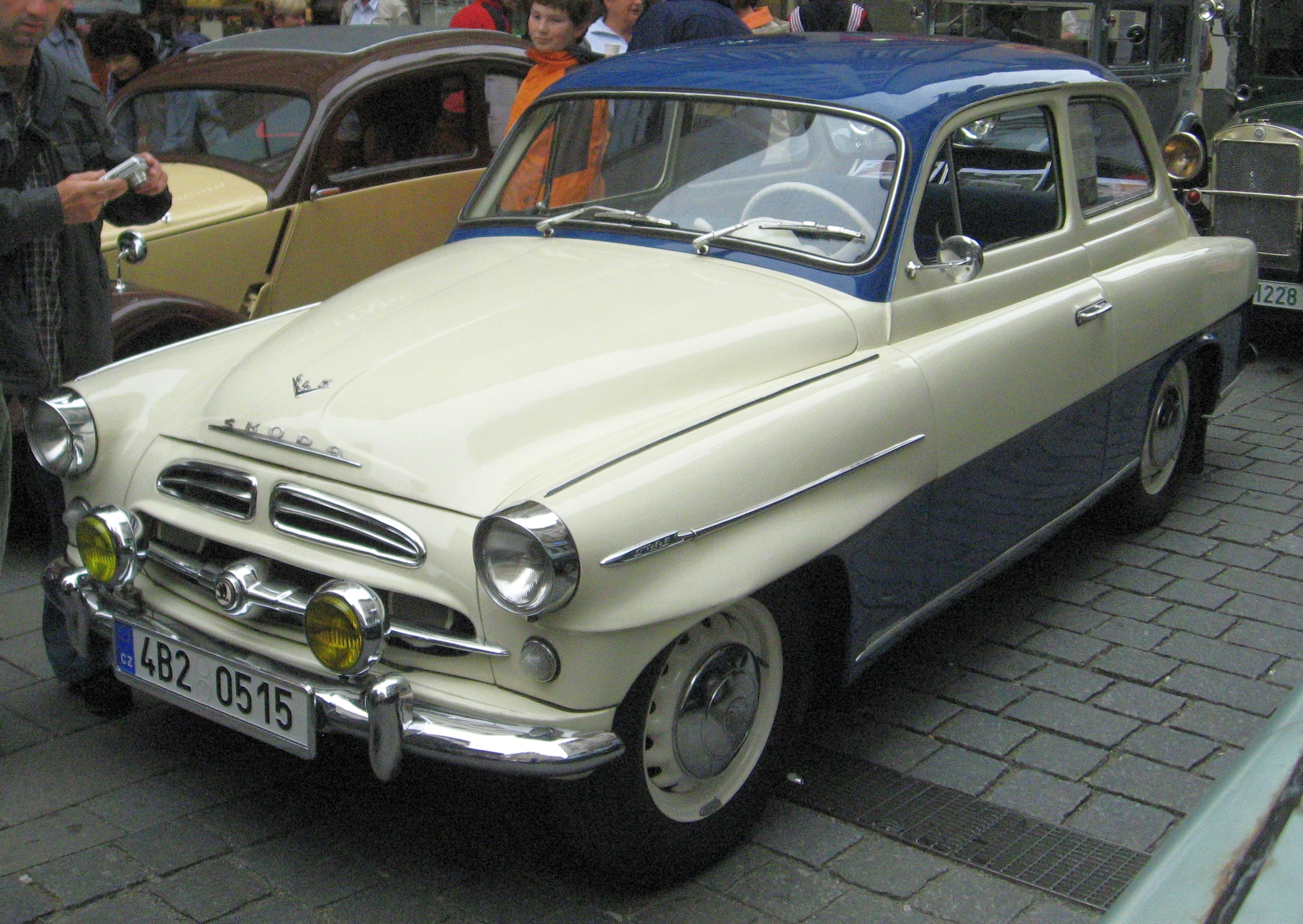
Škoda 445
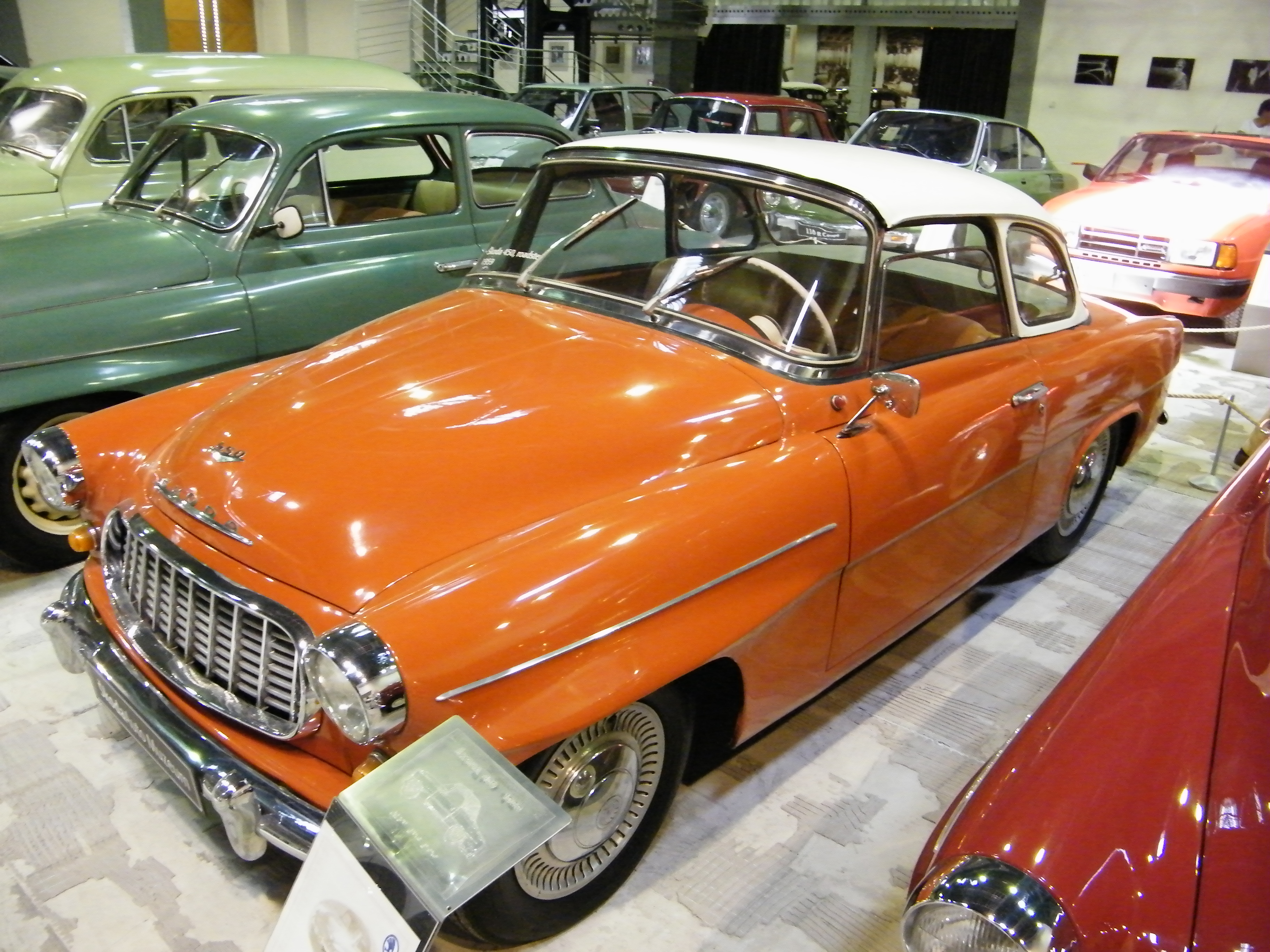
Škoda 450 Roadster s odnímatelnou střechou hardtop
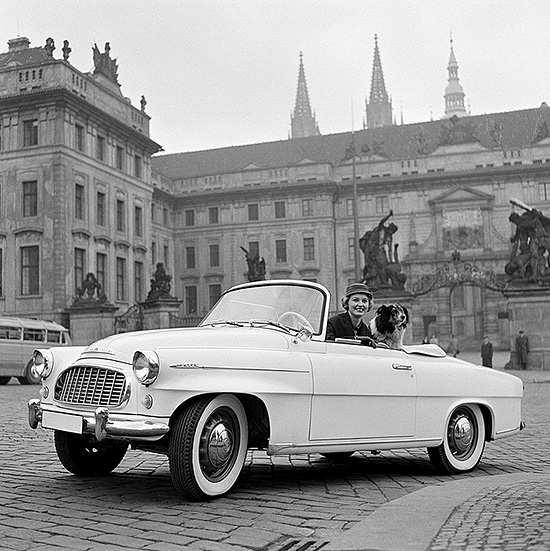
Dobová reklamní fotografie Škody 450 od Viléma Heckela z roku 1957 s modelkou Charlotte Sheffieldovou.
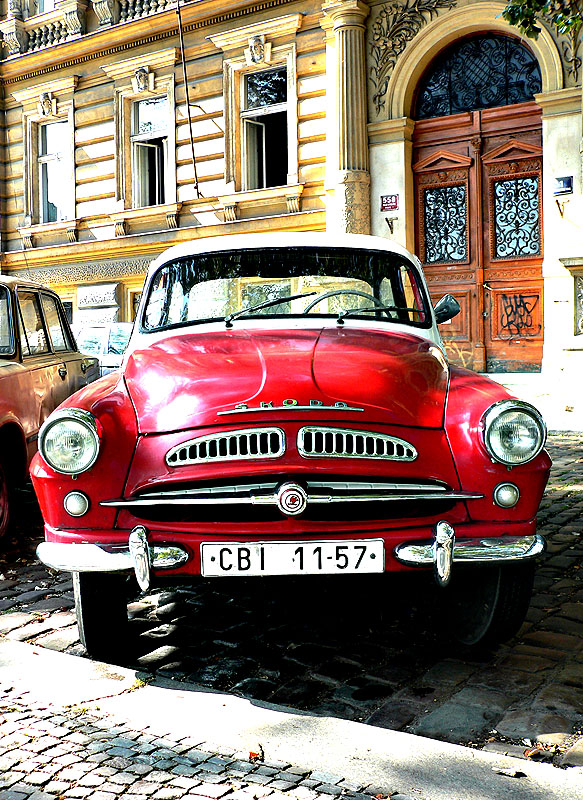
Škoda 440